# Fadil Kraja
Fadil Kraja (ur. 1931, zm. 2021) – albański dramaturg i poeta.

## Życiorys
Po ukończeniu studiów filologicznych na Uniwersytecie Tirańskim rozpoczął w 1950 roku pracę nauczyciela w wiejskich szkołach na terenie Albanii. Pracował następnie jako profesor literatury na Uniwersytecie w Szkodrze.
Był stałym członkiem rady artystycznej Teatru Migjeni.

## Wybrana twórczość[1]
- Balada e nënës
- Britma e një gruaje
- Jehona malesh
- Kandidatja e fundit
- Kanga ima
- Melodi malësore
- Ndodhitë e Nereidës
- Pengu i diellit